# Superpotència
Una superpotència és un estat que pel seu lideratge i pes específic al món influeix en les decisions d'altres estats de manera clau. El terme va sorgir després de la Segona Guerra Mundial per definir el rol dels Estats Units al món però s'aplica també a altres països emergents amb capacitat per situar-se en aquests llocs de pes, com ara la Xina. Altres candidats, menys unànimes, per accedir a aquesta denominació són Rússia, la Unió Europea i l'Índia.
Es considera que una superpotència té hegemonia:
- militar: amb un exèrcit ben entrenat, armes d'última tecnologia i capacitat per suposar una amenaça o aturar conflictes internacionals
- econòmica: amb una moneda forta, abundància de recursos o un mercat competitiu, de tal forma que la seva economia local acaba influint a les borses mundials (un dels efectes de la globalització)
- cultural: amb un model de vida marcat que pot imposar a d'altres per la via d'imitació (poder tou o imperialisme ideològic)

A més a més les superpotències acostumen a tenir un pes demogràfic rellevant en el conjunt de la població, lligat a la seva mida territorial; difícilment podrà ser una superpotència un país petit o depenent en excés d'altres estats veïns. Les superpotències, igual que els imperis històrics, tendeixen cap a l'expansió territorial o bé a l'assimilació de nacions al seu estil de vida i prioritats polítiques (com es va evidenciar a la Guerra Freda).